# Jamie Paulson
Jamie Paulson (* 26. April 1948 in Calgary) ist ein ehemaliger kanadischer Badmintonspieler. 

## Karriere
Jamie Paulson gewann 1967 noch als Junior seinen ersten kanadischen Titel bei den Erwachsenen. Acht weitere folgten bis 1974. Bei den British Commonwealth Games 1970 gewann er Gold im Einzel und Bronze im Doppel. 1974 erkämpfte er sich dort noch einmal Silber im Einzel. Bei den Olympischen Sommerspielen 1972, wo Badminton als Demonstrationssportart im Programm war, wurde er jeweils Fünfter im Einzel und im Doppel.

## Sportliche Erfolge
| Saison | Veranstaltung                   | Disziplin    | Platz | Name                            |
| ------ | ------------------------------- | ------------ | ----- | ------------------------------- |
| 1964   | Kanada: Juniorenmeisterschaften | Herreneinzel | 1     | Jamie Paulson, AB               |
| 1965   | Kanada: Juniorenmeisterschaften | Mixed        | 1     | J. Paulson / B. Agnew, AB       |
| 1965   | Kanada: Juniorenmeisterschaften | Herreneinzel | 1     | Jamie Paulson, AB               |
| 1966   | Kanada: Juniorenmeisterschaften | Herreneinzel | 1     | Jamie Paulson, AB               |
| 1967   | Kanada: Einzelmeisterschaften   | Herrendoppel | 1     | Jamie Paulson / Yves Paré       |
| 1967   | Kanada: Juniorenmeisterschaften | Herreneinzel | 1     | Jamie Paulson, AB               |
| 1968   | Kanada: Einzelmeisterschaften   | Herrendoppel | 1     | Jamie Paulson / Yves Paré       |
| 1968   | Kanada: Einzelmeisterschaften   | Herreneinzel | 1     | Jamie Paulson                   |
| 1969   | Kanada: Einzelmeisterschaften   | Herreneinzel | 1     | Jamie Paulson                   |
| 1969   | Kanada: Einzelmeisterschaften   | Herrendoppel | 1     | Jamie Paulson / Yves Paré       |
| 1970   | Kanada: Einzelmeisterschaften   | Herrendoppel | 1     | Jamie Paulson / Yves Paré       |
| 1970   | Commonwealth Games              | Herrendoppel | 3     | Jamie Paulson / Yves Paré       |
| 1970   | Commonwealth Games              | Herreneinzel | 1     | Jamie Paulson                   |
| 1972   | Olympia                         | Herrendoppel | 5     | Jamie Paulson / Wolfgang Bochow |
| 1972   | Olympia                         | Herreneinzel | 5     | Jamie Paulson                   |
| 1973   | Canadian Open                   | Herrendoppel | 1     | Jamie Paulson / Yves Paré       |
| 1973   | Canadian Open                   | Herreneinzel | 1     | Jamie Paulson                   |
| 1973   | Kanada: Einzelmeisterschaften   | Herreneinzel | 1     | Jamie Paulson                   |
| 1973   | Kanada: Einzelmeisterschaften   | Herrendoppel | 1     | Jamie Paulson / Yves Paré       |
| 1974   | Commonwealth Games              | Herreneinzel | 2     | Jamie Paulson                   |
| 1974   | Kanada: Einzelmeisterschaften   | Herreneinzel | 1     | Jamie Paulson                   |
| 1974   | Canadian Open                   | Herreneinzel | 1     | Jamie Paulson                   |

## Referenzen
Pat Davis: The Guinness Book of Badminton. Guinness Superlatives (Enfield) 1983, S. 113
| Personendaten    | Personendaten                |
| ---------------- | ---------------------------- |
| NAME             | Paulson, Jamie               |
| KURZBESCHREIBUNG | kanadischer Badmintonspieler |
| GEBURTSDATUM     | 26. April 1948               |
| GEBURTSORT       | Calgary                      |